# دون ژوانیسم
دون ژوانیسم (به انگلیسی: Don Juanism) یا سندرم دون ژوان (به انگلیسی: Don Juan syndrome) یک اصطلاح غیربالینی است برای اشاره به تمایل مردانی که خواهان داشتن روابط جنسی و عاطفی با زنان مختلف هستند. این نام از دون خوان، اپرا و داستان گرفته شده‌است. اصطلاح ساتیریازیس گاهی به عنوان مترادف دون ژوانیسم استفاده می‌شود. این اصطلاح به عنوان معادل مردانه نیمفومانیا در زنان نیز نامیده شده‌است.

## روان‌شناسی تحلیلی
کارل یونگ، روانپزشک معتقد بود که دون ژوانیسم تمایل ناخودآگاه مرد است، برای جستجوی مادرش در هر زنی که با آن روبرو می‌شود. با این حال، او این ویژگی را کاملاً منفی نمی‌دانست. یونگ احساس کرد که جنبه‌های مثبت دون ژوانیسم شامل قهرمانی، استقامت و قدرت اراده است. یونگ استدلال می‌کرد که مربوط به عقده مادری «همجنس‌گرایی و دون ژوانیسم و گاهی ناتوانی است. در همجنس‌گرایی، کل دگرجنس‌گرایی پسر به شکل ناخودآگاه به مادر گره خورده‌است.» در دون ژوانیسم، او ناخودآگاه در هر زنی که ملاقات می‌کند به دنبال مادرش می‌گردد. . . . به دلیل تفاوت در جنسیت، عقده مادری پسر به شکل خالص ظاهر نمی‌شود. به همین دلیل است که در هر عقده مادری مردانه، در کنار کهن الگوی مادری، تصویر همتای جنسی مرد یعنی آنیما نقش بسزایی دارد.»
یکی از پنج نوع خودشیفتگی تئودور میلون، خودشیفتگی عاشقانه است که شامل ویژگی‌های هیستریونیک است. به گفته میلون، دون خوان یا کازانووای دوران ما اروتیک و نمایشی است.

## روانکاوی
زیگموند فروید در اولین مقاله خود در مورد «روانشناسی عشق» به بررسی ارتباط بین تثبیت مادر و مجموعه ای طولانی از دلبستگی‌های عشقی پرداخت. در حالی که اتو رنک مقاله‌ای در مورد گشتالت دون خوان در سال ۱۹۲۲ منتشر کرد. اتو فنیشل دون ژوانیسم را با تلاش برای عرضه خودشیفتگی و اثبات موفقیت (همان‌طور که در تعداد فتوحات دیده می‌شود) مرتبط می‌دید. او همچنین آنچه را «دستاورد دون ژوان» نامید، توصیف کرد: افرادی که مجبور به فرار از دستاوردی به دستاورد دیگر در تلاشی ناخودآگاه اما بی پایان برای غلبه بر حس ناخودآگاه گناه هستند ساندور فرانسزی بر ترس از مجازات تأکید کرد (جهنم) در سندرم، آن را به عقده ادیپ مرتبط می‌کند.
روانکاوی معاصر بر انکار واقعیت روانی و اجتناب از تغییر ضمنی در تعقیب دون ژوان (هویت‌سازی) با چند زن تأکید می‌کند.

## مراجع فرهنگی
جنبه‌های این شخصیت توسط موتزارت و لیبرت‌نویس او داپونته در اپرای دون جیووانی، که شاید شناخته‌شده‌ترین اثر هنری در این زمینه است، بررسی می‌شود. موتزارت و داپونته برای نوشتن اپرای خود با لیبرتین معروف، جاکومو کازانووا، نمونه معمول تاریخی دون ژوانیسم، مشورت کردند. اگرچه به‌طور قطعی ثابت نشده‌است، اما احتمال می‌رود که کازانووا در اولین نمایش این اپرا حضور داشته باشد، که احتمالاً توسط مخاطبان متوجه شده بود که مربوط به خودش است. چارلز روزن آنچه را «قدرت جسمانی اغواکننده» موسیقی موتزارت می‌خواند را مرتبط با لیبرتینیسم قرن هجدهم، شور سیاسی و رمانتیسیسم ابتدایی می‌دانست، در حالی که در قطعه‌ای معروف، کی‌یرکگور، روایت موتسارت از داستان دون خوان را مورد بحث قرار می‌دهد.
آلبر کامو نیز در این باره نوشته‌است. در حالی که جین آستن مجذوب شخصیت دون ژوان بود: «هیچ‌کس را روی صحنه ندیده‌ام که شخصیت جالب تر از آن ترکیب بی رحمی و شهوت باشد». آنتونی پاول در رمان رستوران چینی کازانووا دون خوان را از کازانووا متمایز می‌کند: «دون خوان فقط قدرت را دوست داشت. او مشخصاً نمی‌دانست که شهوت چیست. . . . از سوی دیگر، کازانووا بدون شک لحظات حسی خود را داشت.»
در قسمت چهارم چیرز، دایان چمبرز یک مطالعهٔ تاریخ جنسی می‌نویسد که سم مالون را به عنوان یک الگوی عالی برای دون ژوانیسم پیشنهاد می‌کند.

## برای مطالعهٔ بیشتر
- جولیت میچل، مردان دیوانه و مدوسا (۲۰۰۰)